# Synagoge Chasseloup-Laubat

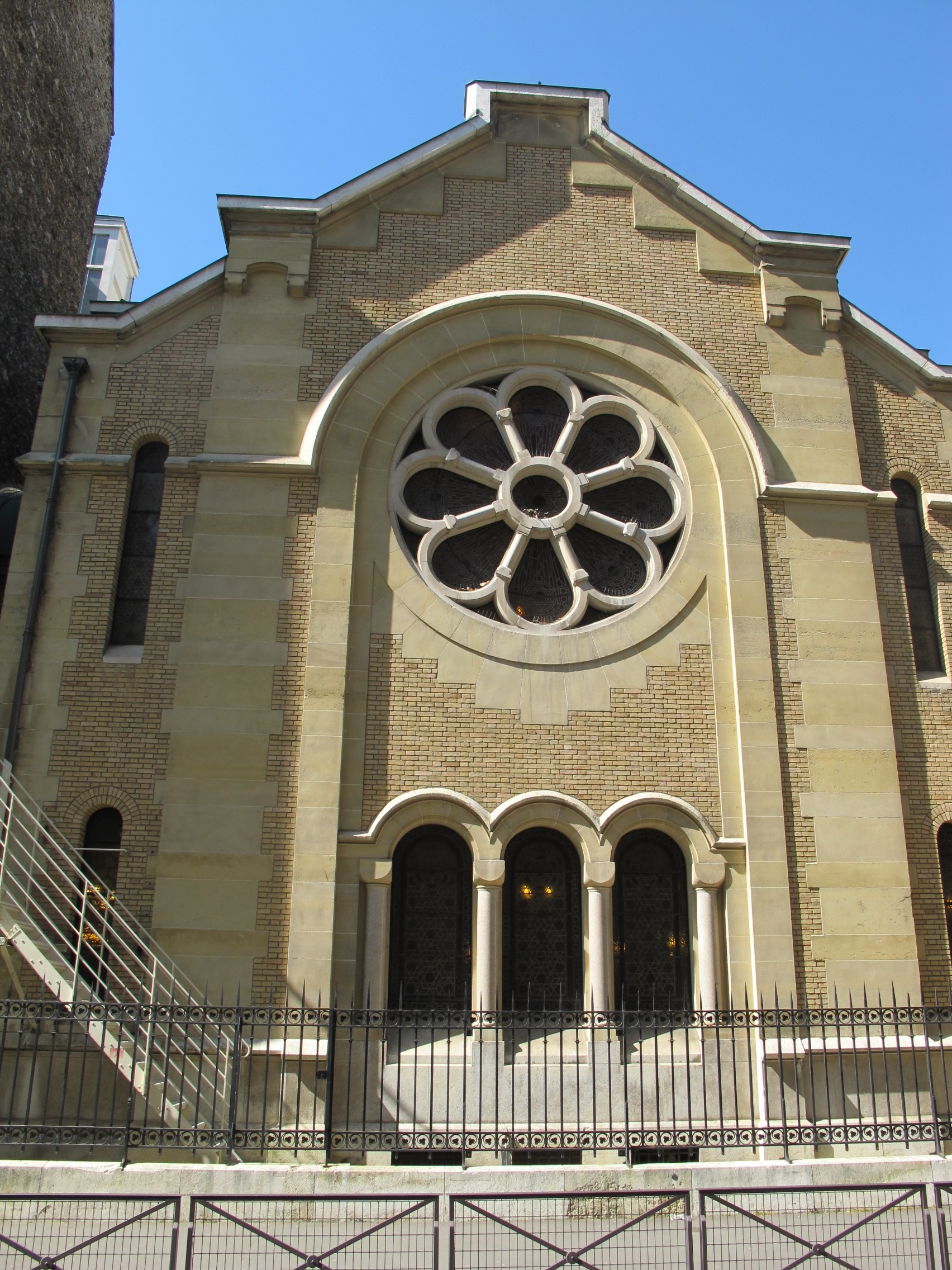
Synagoge Chasseloup-Laubat

Die Synagoge der Rue Chasseloup-Laubat steht in der Rue Chasseloup-Laubat Nr. 14 im 15. Arrondissement von Paris. Die nächsten Métrostationen sind Cambronne an der Linie 6 und Ségur an der Linie 10.

## Geschichte
Seit der Mitte des 19. Jahrhunderts gab es im 15. Stadtbezirk eine rechtlich selbständige jüdische Gemeinde, die in der Avenue de La Motte-Picquet einen bescheidenen Betsaal besaß. Obwohl die Zahl der Mitglieder vor allem durch die Zuwanderung von Juden aus Osteuropa angewachsen war, konnte die Gemeinde nicht die Mittel aufbringen, um eine eigene Synagoge zu bauen. Deshalb beschloss die Association cultuelle israélite de Paris (Israelitische Kultusgemeinde von Paris, Acip) unter ihrem Vorsitzenden, dem Baron Edmond de Rothschild, für die Gemeinde eine Synagoge zu bauen. Sie kaufte 1910 für diesen Zweck ein Grundstück von 754 m² und Edmond de Rothschild übernahm – wie für die Synagoge Montmartre in der Rue Sainte-Isaure und die Synagoge von Boulogne-Billancourt – die Baukosten. Als Architekten bestimmte er Lucien Bechmann (1880–1968). Den gleichen Architekten betraute er mit dem Wiederaufbau des Hôpital Rothschild, das sein Vater Baron James de Rothschild gegründet hatte. Am 29. September 1913, anlässlich des jüdischen Neujahrsfestes Rosch ha-Schana, wurde die Synagoge eingeweiht.

## Architektur
Wie die Synagogen von Neuilly-sur-Seine und Boulogne-Billancourt ist die Synagoge der Rue Chasseloup-Laubat im orientalisierenden Stil errichtet. Die Rundbögen der Arkaden und Fenster, die Würfelkapitelle der Säulen sowie die Kragsteine sind Merkmale der romanischen Architektur. Ein Gitter grenzt das Grundstück zur Straße hin ab. Dahinter schließt sich ein Innenhof an, in dem sich das Haus des Rabbiners und die Synagoge gegenüberstehen. Beide sind aus Naturstein und Ziegel errichtet.

### Vorhalle
Der Synagoge ist ein von Dreierarkaden durchbrochener, rechteckiger Narthex vorgesetzt, dessen zentrales Portal von zwei schwarzen Marmorsäulen umrahmt wird und auf dessen Giebel die Gesetzestafeln thronen. Die Kapitelle der Säulen sind mit Laubwerk und Davidsternen verziert. Von dieser Vorhalle führen Treppen zu den Frauenemporen, zu einem Betsaal und einem Empfangs-, Bibliotheks- und Versammlungsraum. Auf dem Tympanon über dem Eingang zum Innenraum ist ein Davidstern dargestellt und es steht das Einweihungsdatum nach dem jüdischen Kalender: Elul 5673.

### Innenraum
Der Grundriss der Synagoge ist quadratisch. Die Wände sind an drei Seiten von achtteiligen Rosetten durchbrochen, deren farbige Verglasung geometrische Motive und Davidsterne aufweist. An den drei Seiten verlaufen Emporen aus Holz. Sie werden von massiven Holzbalken getragen, wie der offene Dachstuhl, dessen Abschluss eine achtteilige Laterne bildet, in die 24 Rundbogenfenster eingeschnitten sind. Die Höhe des Raumes einschließlich Laterne beträgt 15 Meter und entspricht fast den Seitenlängen des Raumes von 13 Metern. Auf dem großen Bogen über dem Toraschrein ist in Französisch die Inschrift angebracht: « Tu aimeras l'Éternel ton Dieu de tout ton cœur » (Dtn 6,5 , deutsch: „Du sollst den Herrn deinen Gott lieben aus ganzem Herzen“).

## Ausstattung
Dem Eingang gegenüber befindet sich der Toraschrein. Er ist wie die Gesetzestafeln und der Davidstern aus Holz geschnitzt. Die Bima steht vor dem Toraschrein und nicht – wie in den orthodoxen Synagogen – in der Mitte des Schiffes.